# 워싱턴 국립 대성당

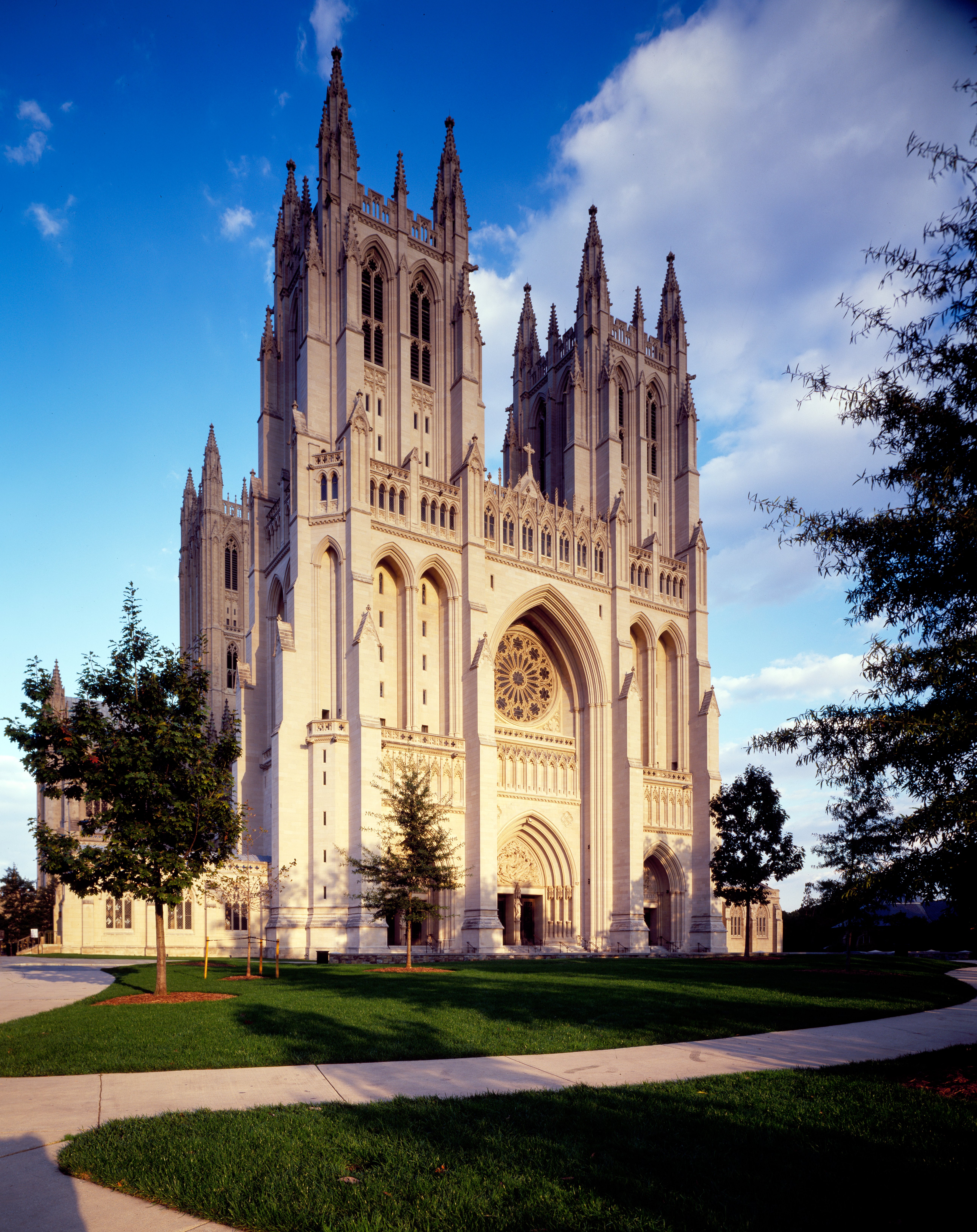
워싱턴 국립 대성당

워싱턴 국립 대성당(영어: Washington National Cathedral)은 미국 워싱턴 D.C.에 있는 개신교 소속 미국 성공회의 대성당이다.
워싱턴 국립 대성당은 공식적으로 "워싱턴 시 및 교구에 위치한 성 베드로·성 바울로 주교좌 교회"(The Cathedral Church of Saint Peter and Saint Paul in the City and Diocese of Washington)로 호칭된다. 곧잘 워싱턴 국립 대성당으로 잘 알려져있다.
구조는 14세기 후반의 영국 고딕 양식에 밀접하게 모델링된 네오 고딕 양식의 디자인이다. 미국에서 두 번째로 큰 규모의 교회 건물이며 워싱턴 DC에서는 네 번째로 가장 높은 건물이다. 매년 27만 명이 넘는 사람들이 워싱턴 국립 대성당을 방문하고있다.
1893년 기공 이후 여러 차례 공사를 거쳐 1990년 최종적으로 완공되었으며, 2007년 미국 국립사적지로 등록되었다.

## 규모
워싱턴 국립 대성당은 세계에서 6번째로 큰 대성당이며, 약4천명의 이용객을 수용할 수 있는 규모로 대략 일반적인 30층짜리 건물보다 높은 것으로 알려져있다. 한편 10,647개의 파이프로 구성된 파이프 오르간을 보유하고 있다. 아름다운 200개가 넘는 스테인드글라스의 창 그리고 성가대와 함께 악기 편종으로도 유명하다.
강철 프레임이 사용되지않은 고전양식의 건축물이다.

## 지하묘소
미국의 수많은 위인들의 장례가 치러진것으로 명망있다.
- 라츠 앤더슨
- 코델 헐
- 헬렌 켈러
- 앤 설리번
- 존 모트
- 매슈 셰퍼드
- 존 워커
- 이사벨 웰드 퍼킨스
- 에디스 윌슨
- 우드로 윌슨

## 소설의 배경
"시니이산에서 가져온 열개의 돌, 하늘에서 가져온 하나의 돌 그리고 루크의 검은 아버지 얼굴이 새겨진 돌도 하나 있는 은신처"는 댄 브라운의 소설<로스트 심벌>에서 워싱턴 대성당을 가리키는 암호문으로 언급된다.
소설적으로 각색되기는하였으나  이 대성당의 스테인드글라스 창문중에는 아폴로 11호 미션의 달 암석 조각이 들어있는 인류의 달 착륙을 기리는 우주 창(Space Window)을 포함하는 친숙한 200개이상의 스테인드 글라스 창문이 있다는것은 사실이다.

## 같이 보기
- 원죄 없이 잉태되신 성모 국립 대성당